# Esaú
Esaú (en hebreo עֵשָׂו `esáv, que significa velludo o el sabio enviado') es un personaje de la Biblia hebrea (o Torah en el judaísmo), el cual dio origen al pueblo Edomita o Idumeo.

## Orígenes
Según la Biblia Hebrea, Esaú era el hijo mayor del patriarca Isaac y de Rebeca. Era, por tanto, hermano de Jacob, antepasado legendario de los israelitas.
Cuenta la Biblia que Rebeca no podía tener hijos, entonces Isaac oró a Dios por su esposa, y este permitió que quedase encinta de mellizos. Y los hijos se combatían dentro de ella, y dijo: «Siendo así, ¿para qué vivir?» Y fue a consultar a Hashem. Gen 25:23 Dios le dijo: «Dos pueblos hay en tu vientre, dos naciones que se dividirán. La una oprimirá a la otra; Y el mayor servirá al menor.» Gen 25:25.
El primero en salir era rojizo y cubierto por todos lados de pelo, como una piel; por lo que lo nombraron Esaú (Velludo) Gen 25:26. Después salió su hermano, cuya mano agarraba el talón de Esaú, como dando a entender que Dios le había otorgado a él la primogenitura cuando dijo que el mayor serviría al menor; y se llamó Jacob. Isaac tenía sesenta años cuando los engendró.
Sigue narrando el Génesis que un día, estando Esaú agotado a causa de volver de cazar, le pidió a su hermano Jacob que le diera de comer un guiso rojo (La Torah dice "Plato Bermejo, o sea rojo) el cual el mismo Jacob había preparado. Dijo Esaú a Jacob: "Oye, dame a probar de eso rojo, porque estoy agotado." - Por eso se le llamó Edom-El Rojo. -
Gen 25:31 Dijo Jacob: "Véndeme ahora mismo tu primogenitura." Gen 25:32 Dijo Esaú: "Estoy que me muero. ¿Qué me importa la primogenitura?" Así despreció Esaú su primogenitura, la cual implicaba el sacerdocio, el patriarcado y la doble porción de la herencia. Más adelante Rebeca su madre ayudó a Jacob para que tomara la primogenitura que ahora le correspondía a él. Esto último fue el motivo desencadenante del odio de Esaú hacia Jacob, el cual, temiendo las consecuencias de su osadía y aconsejado otra vez por Rebeca, huyó a Padam Aram - donde vivía su tío Labán - y permaneció ahí por veinte años. Sin embargo, pasado ese tiempo los hermanos se volvieron a encontrar y se reconciliaron, viéndose por última vez para el entierro de su padre.

## Esposas y descendencia
Esaú tomó sus mujeres de las hijas de Canaán: A Ada, hija de Elón, el heteo; a Aholibama, hija de Aná hijo de Zibeón, el heveo; y a Basemat, hija de Ismael.

Ada dio a luz a Elifaz; Basemat dio a luz a Reuel; y Aholibama le dio a luz a Jeús, a Jaalam, y a Coré. Estos son los hijos de Esaú en la tierra de Canaán.
Génesis 36:1-5

## Cultura popular
La decisión de Esaú de intercambiar su primogenitura por un plato de comida dio origen a la expresión popular «venderse por un plato de lentejas».

## Galería

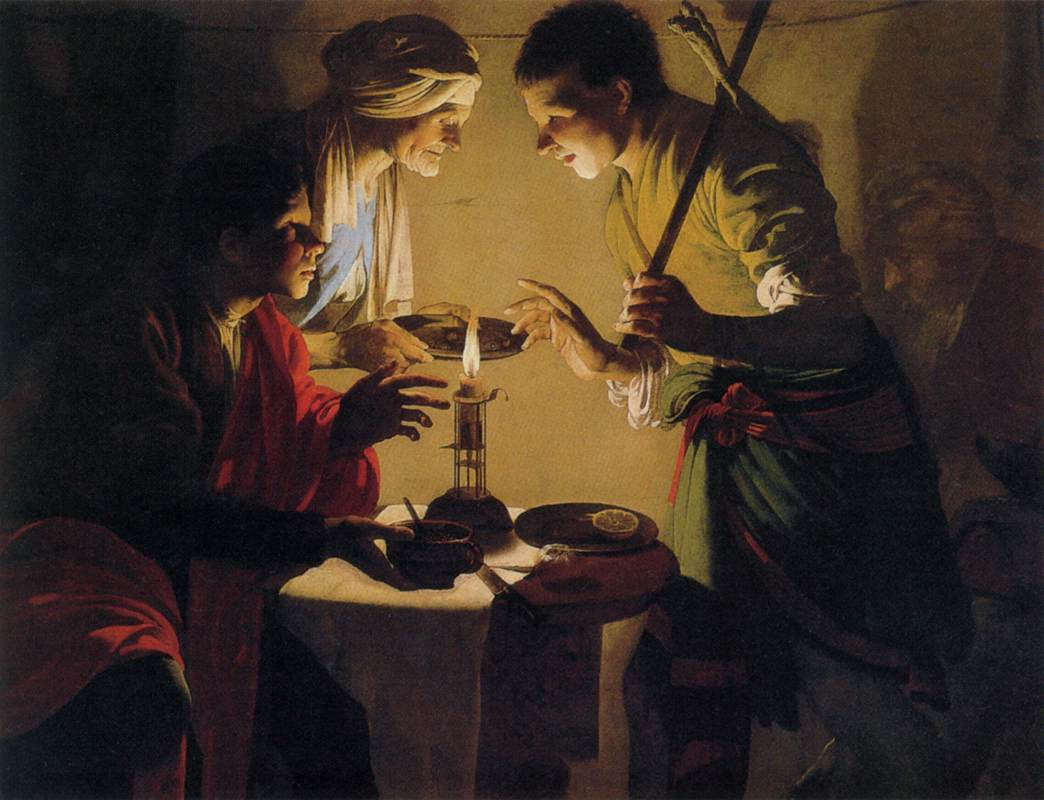
Esaú vendiendo su derecho de primogenitura, Hendrick Terbrugghen
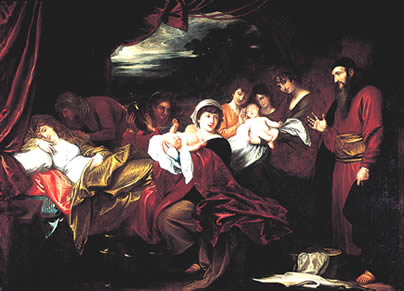
Presentación de Esaú y Jacob a Isaac, Benjamin West
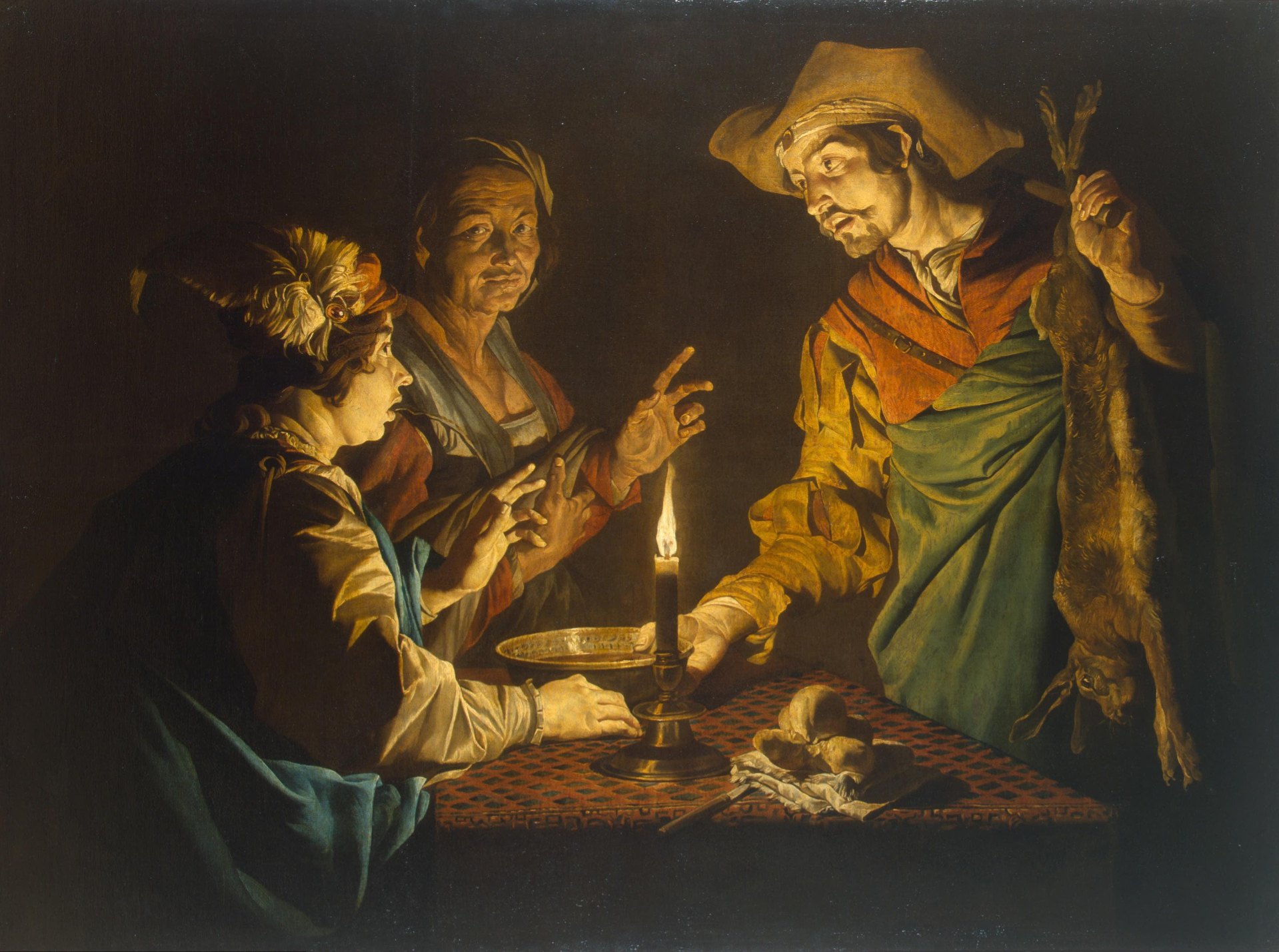
Esaú y Jacob, Matthias Stom
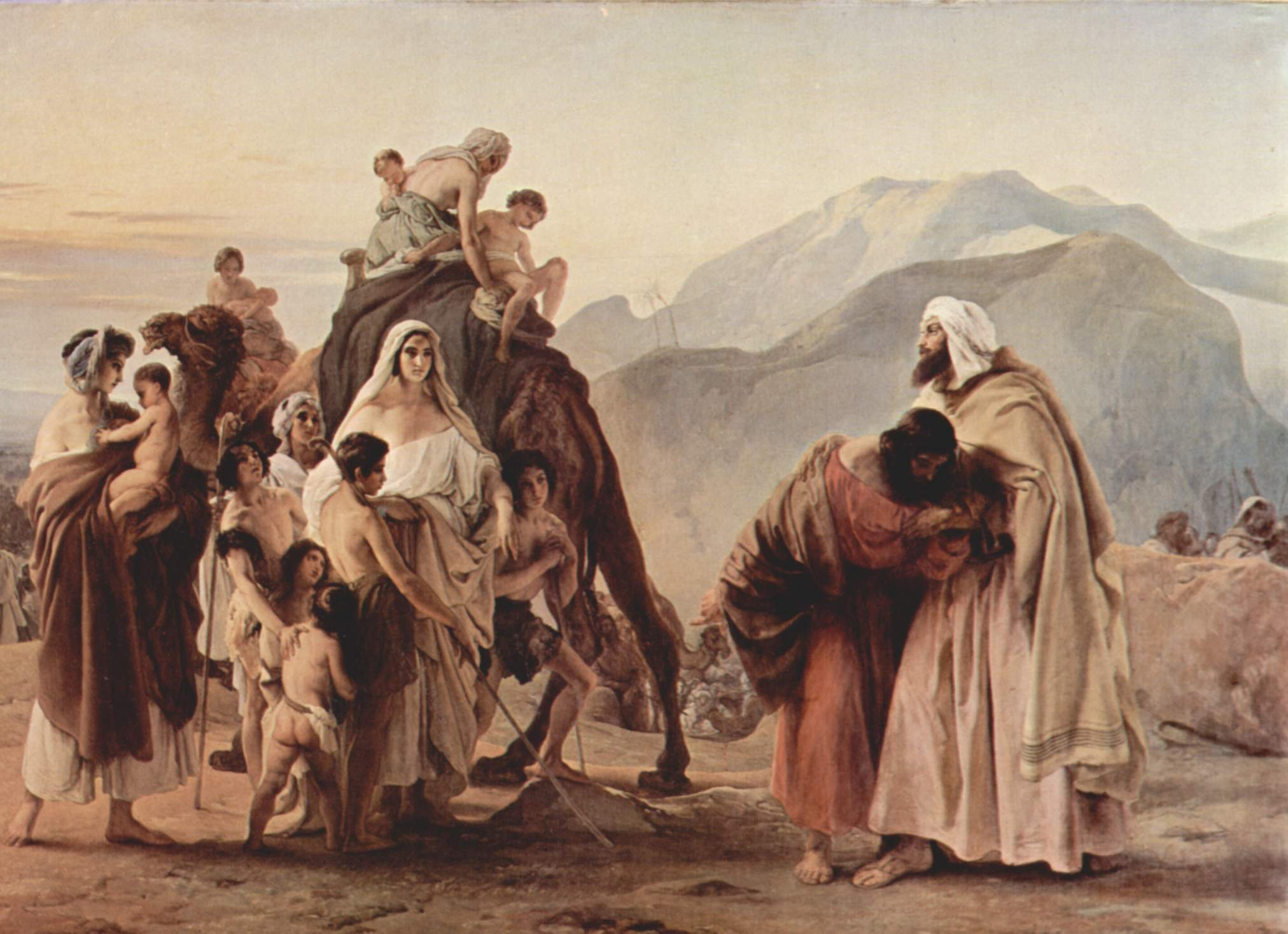
Esaú y Jacob se reconcilian, Francesco Hayez
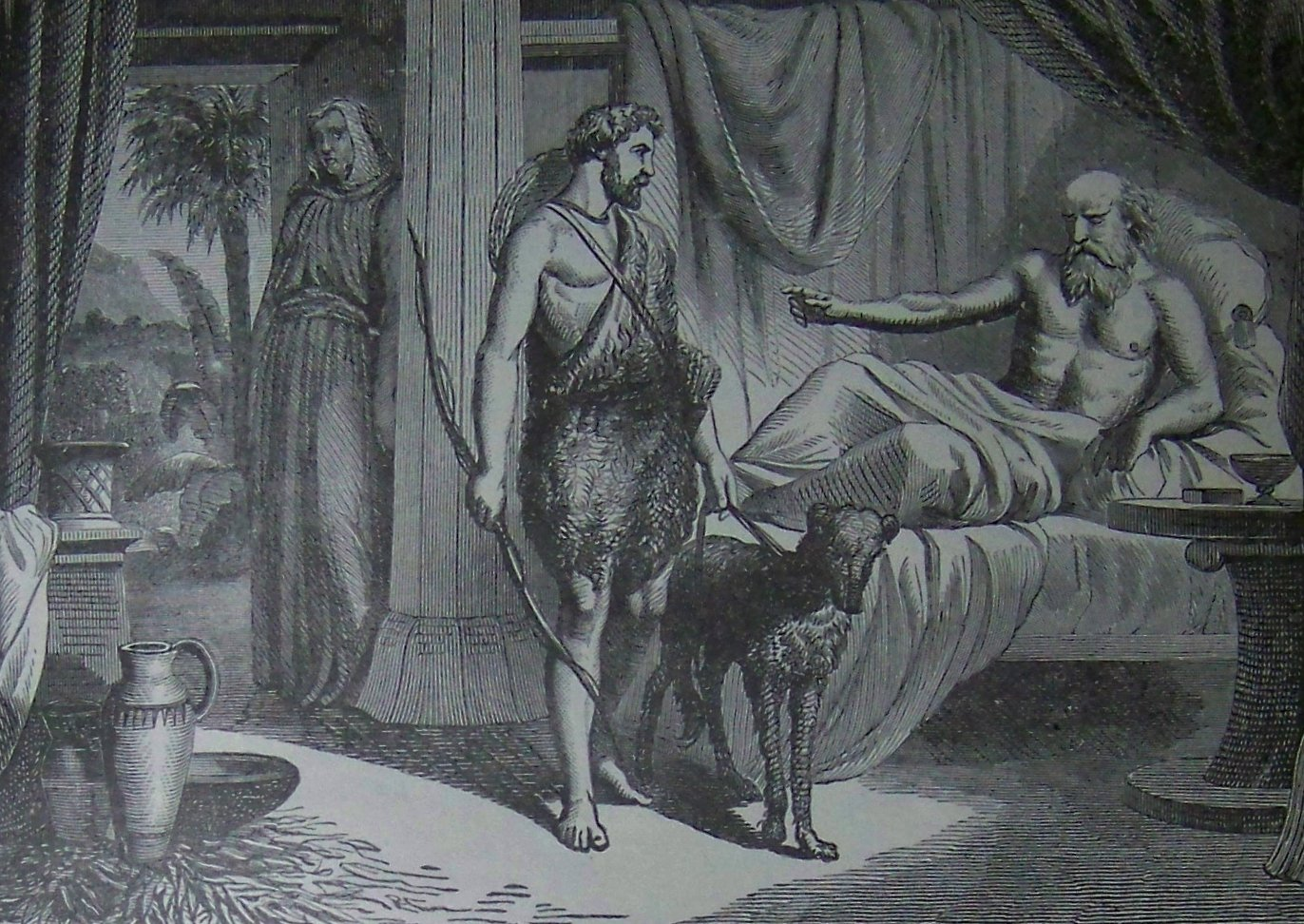
Esaú yendo por venado, ilustración de 1890